# Antonio Téllez López
Antonio Téllez López (Irapuato, Guanajuato; 1759 - Zamora de Hidalgo, Michoacán; 21 de abril de 1837) fue miembro de la Conspiración de Querétaro, movimiento precursor de la Independencia de México, así como educador.
Nació en Irapuato, estado de Guanajuato, entre 1759 y 1765. Fue hijo de Ignacio Téllez y de María Josefa López.  Entre sus hermanos estuvieron María Bernarda (1747), Antonia Bárbara (1749), Joseph Manuel (1751), Pedro Anselmo (1753) y Miguel Francisco (1764).
Contrajo matrimonio con Teresa Rufina Fonseca Aguilar (1751-1793), de quien enviudó el 2 de marzo de 1793.
Cinco meses después, contrajo segundas nupcias con María Josefa Gertrudis González Gutiérrez (1773-1824), el 12 de agosto de 1793 en la Parroquia de Nuestra Señora de La Soledad en Irapuato.   Con Josefa González tuvo al menos cuatro hijos en Irapuato:  María Isabel de Jesús Rafaela, Juana de Dios Josefa Matilde, José Ruperto Teodoro, y José María Maximiliano.    Posteriormente, entre 1798 y 1800, se trasladó con su familia a la ciudad de Santiago de Querétaro, donde con Josefa González tuvo otros tres hijos: María Feliciana Florencia Trinidad, Dionicio Antonio María, y Simón Judas Tadeo.

## Participación en la Independencia de México
Participó en la Conspiración de Querétaro, como secretario de la Academia Literaria, una tertulia literaria que se reunía generalmente en casa del presbítero José María Sánchez y del licenciado Juan Nepomuceno Mier y Altamirano, donde pronto empezaron a discutirse ideas libertarias y a planearse un levantamiento para conseguir la independencia del país.  Allí sirvió de enlace entre algunos de los miembros, como el capitán Ignacio Allende y el cura Miguel Hidalgo y Costilla.  Fue denunciado ante el Alcalde de Querétaro, Juan Ochoa, por el capitán José Joaquín Arias, quién señaló a Téllez como la persona que le había entregado varias cartas, una de Hidalgo a Allende y al menos otra de este último a Arias.   
Recibió el aviso de la denuncia por medio de Francisco Lojero, quien había sido comisionado por doña Josefa Ortiz de Domínguez para prevenir a Allende y a los otros conjurados.  Luego, él mismo auxilió a Lojero con dinero y un animal de transporte para que éste pudiera viajar a San Miguel a informar a Allende sobre la traición.   Fue apresado la madrugada del 16 de septiembre de 1810 y sometido a un careo con Joaquín Arias.  Según Lucas Alamán, Téllez se fingió loco en este careo, al hacer que tocaba el piano y al no contestar nada acorde, con lo evitó delatar a otros conspiradores.    Fue encarcelado, pero puesto en libertad en poco tiempo.   De esta época fueron sus versos:

Los hechos dificultosos,

 Tales como los presentes,

 Los emprenden los valientes,

 Los concluyen los dichosos.

## Después de la Guerra de Independencia de México
Después de declarada la Independencia de México, Téllez se dedicó principalmente a la docencia, como maestro, y a algunos cargos de gobiernos locales.  Enviudó nuevamente entre 1820 y 1824 y contrajo terceras nupcias con la señorita Trinidad Rendón Hidalgo (1798), el 27 de octubre de 1824 en la Iglesia Parroquial de Santa Ana, en Santiago de Querétaro, ciudad donde vivió hasta 1825.   Con Trinidad Rendón tuvo por primera hija a Juana Antonia Ignacia.  Posteriormente se mudó con su familia a San Juan del Río, donde tuvo por hija a María Josefa Francisca de Paula (escritora conocida como María Nestora Téllez, bautizada el  26 de febrero de 1828), a quien educó con esmero a pesar de la ceguera de ésta.     Fue prefecto en el ahora Municipio de Tolimán (Querétaro) el año siguiente y volvió a la ciudad de Santiago de Querétaro, donde tuvo por hija a María Blasa Felipa de los Dolores.
Después, se trasladó a Zamora de Hidalgo, Michoacán, donde falleció el 21 de abril de 1837.

## Algunos descendientes conocidos
- Hija: María Nestora Téllez (1828-1890). Escritora y maestra. Autora de la novela Staurofila.
- Nieto: Manuel Altamirano y Téllez (1815-1861, hijo de Isabel Téllez González). Abogado, taquígrafo, y profesor del Colegio de San Javier en Santiago de Querétaro.
- Nieto: Juan Manuel Noriega (1869-1958, hijo de Dolores Téllez Rendón y del Lic. Hilarión Noriega). Farmacéutico y profesor. Director de la Facultad de Ciencias Químicas de 1927 a 1929.
- Bisnieto: Fernando Altamirano (1848-1908, hijo de Manuel Altamirano y Téllez). Médico y botánico. Director del Instituto Médico Nacional.
- Bisnieto: Manuel Urbina y Altamirano (1843-1906, hijo de Jacinta Altamirano Téllez). Botánico y médico.